# Paulo Flores
Paulo Flores (* 2. Juli 1972 in Luanda, Angola) ist ein angolanischer Sänger.

## Leben
Flores verließ als Kleinkind seine Geburtsstadt Luanda, damals Hauptstadt der portugiesischen Kolonie Angola, und verbrachte seine Kindheit in Lissabon. Er begann als Kizomba-Sänger und veröffentlichte sein erstes Album 1988.
Im April 2007 trat er auf der Ersten Triennale Luanda auf, einer Ausstellung zeitgenössischer Kunst.
Am 4. Juli 2008 gab Paulo Flores vor 25.000 Zuschauern im Nationalstadion Estádio dos Coqueiros eines der größten Konzerte in der Geschichte Angolas.
Wesentliche Stücke seiner Musik sind in dem französischen Film La Grande Ourse zu hören.

## Stil
Sein heimatlicher Musikstil ist als Semba bekannt.
Seine Lieder sind überwiegend auf Portugiesisch geschrieben, zum Teil aber auch in Kimbundu. Seine Themen sind oft politisch und handeln von den Beschwernissen des angolanischen Alltags wie  Krieg und Korruption.

## Diskografie
- Kapuete (1988)
- Sassasa (1990)
- Coração Farrapo e Cherry (1991)
- Brincadeira Tem Hora (1993)
- Inocenti (1995)
- Perto do Fim (1998)
- Recompasso (2001)
- Xé Povo (2003)
- Viagem (2009)
- Sembas (2009)
- Ilhas (2009)
- Excombatentes Redux (2012)
- O País Que Nasceu Meu Pai (2013)
- Bolo de Aniversário (2016)
- Kandongueiro Voador (2017)
- A Bênção e a Maldição (mit Prodígio als Esperança, 2020)
- In-dependência (2021)